# トウネズミモチ
トウネズミモチ（唐鼠黐、学名: Ligustrum lucidum）は、モクセイ科イボタノキ属の常緑高木。

## 特徴
常緑広葉樹の高木。葉は楕円形で厚く光沢があり、ネズミモチよりも大きく、葉脈が透けて見える。花期は6 - 7月頃で、枝先にネズミモチよりも大きな円錐形の花序を出して、黄白色の花を多数咲かせる。
果実は12月頃に紫黒色に熟す。

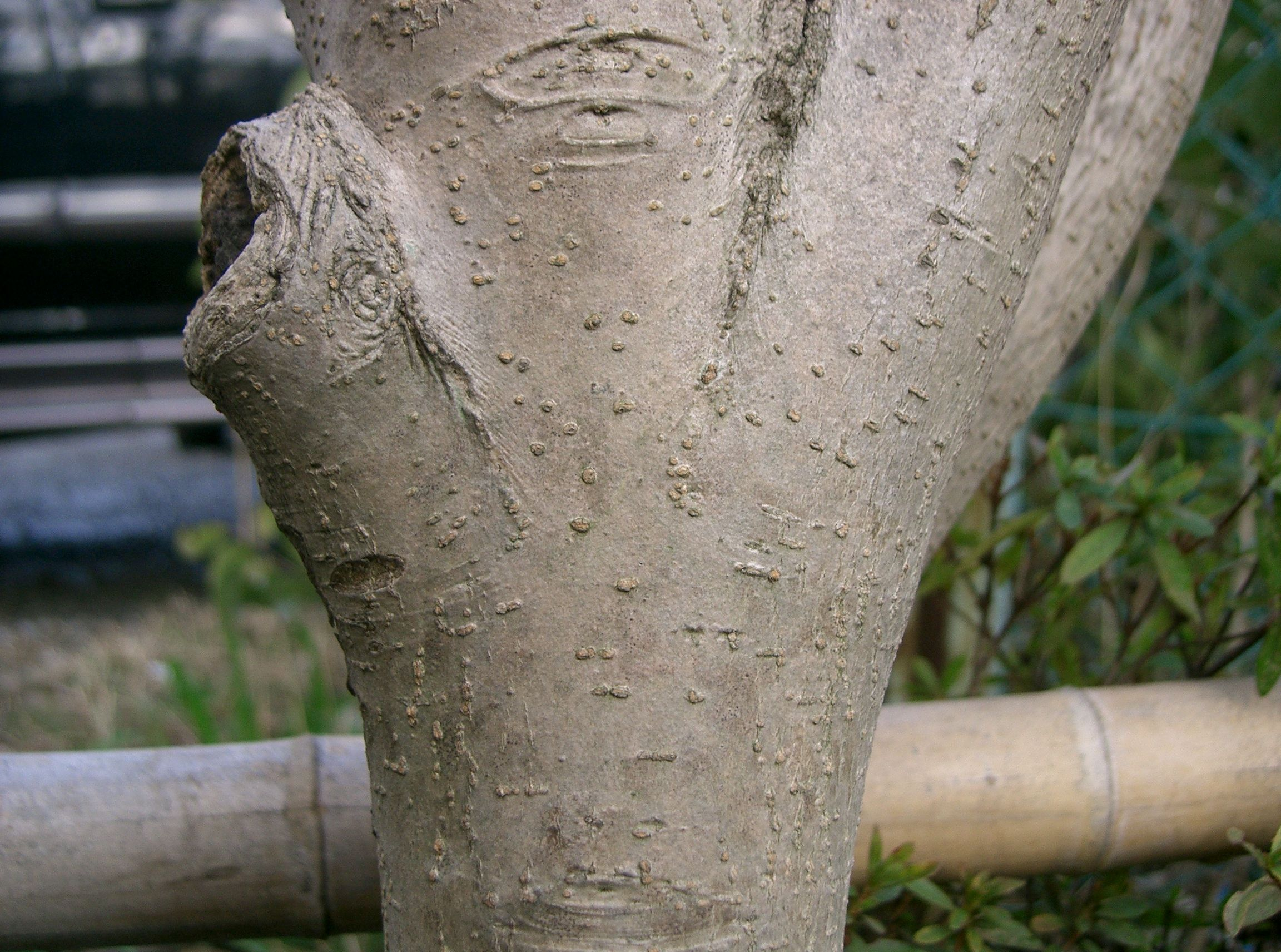
幹
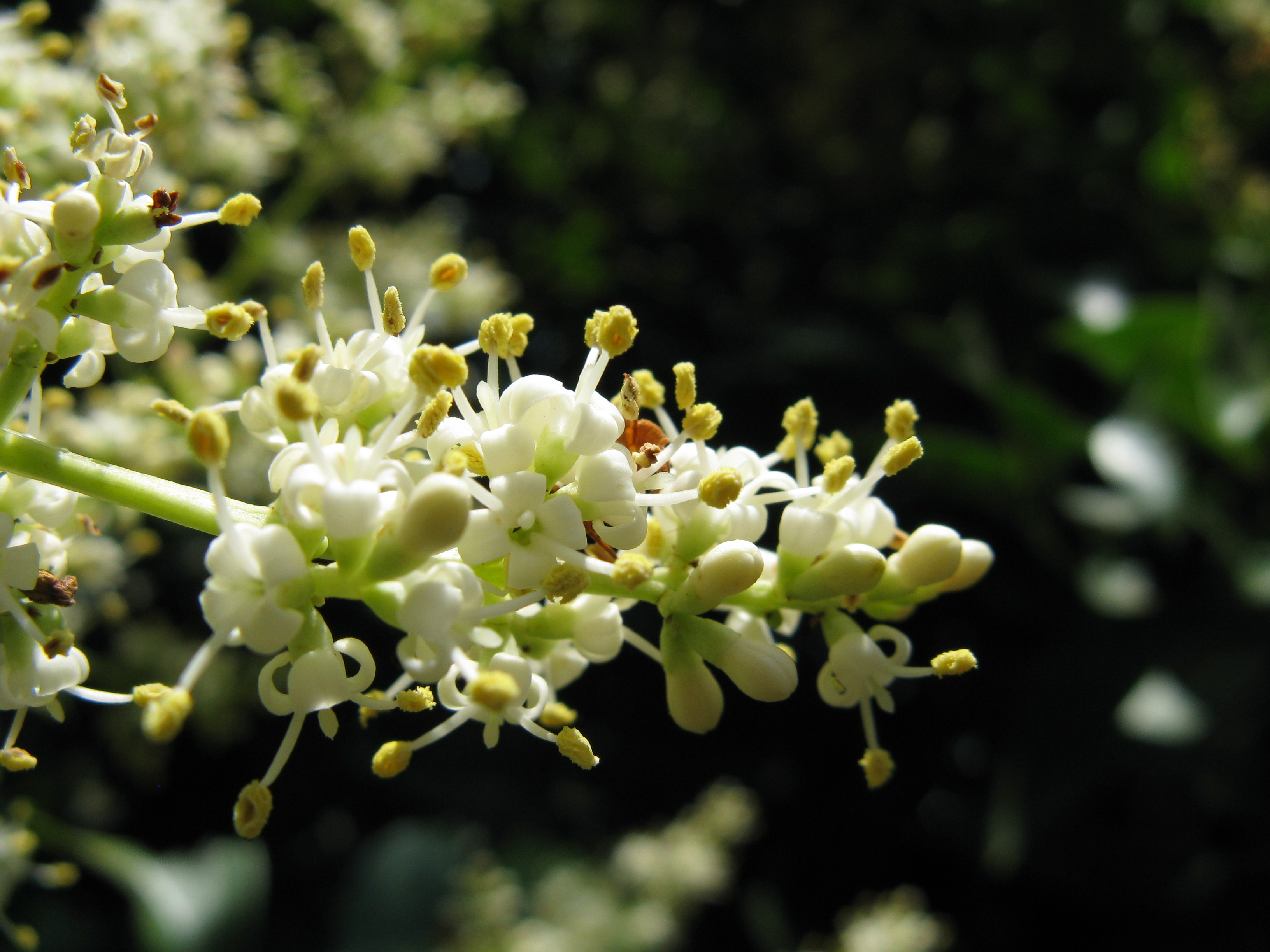
花
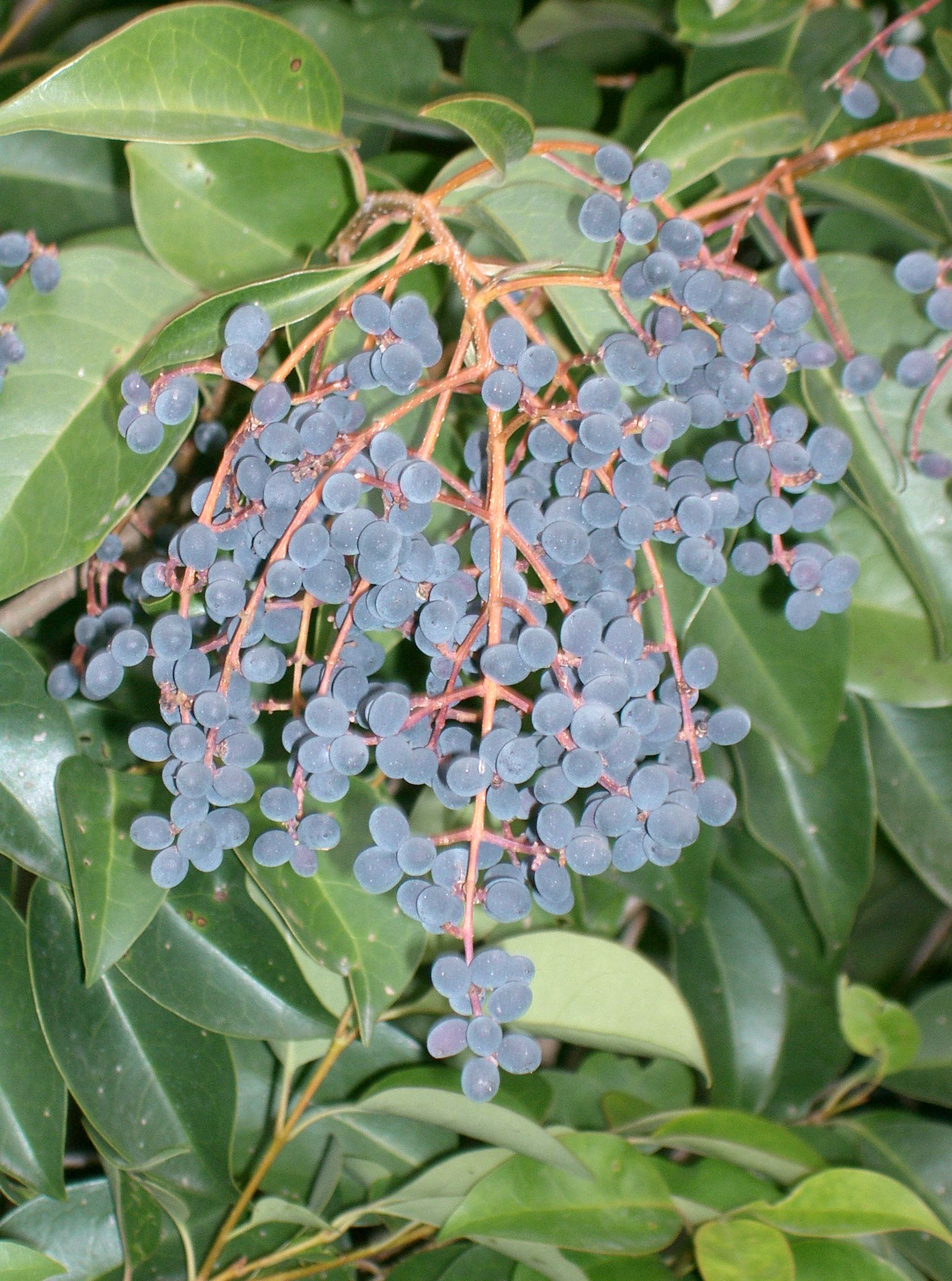
果実

### ネズミモチとの区別
トウネズミモチの場合、葉裏を光に透かしてみると葉脈の主脈も側脈も透けて見えるが、ネズミモチの方は、主脈が見えるものの側脈は見えないので判別できる。また、果実はともに楕円形であるが、トウネズミモチの方が球形に近く、ネズミモチはやや細長い。また、総じてネズミモチの方が樹高が低い。

## 分布・生育地
中国中南部原産。日本では明治時代初期渡来した、帰化植物。

## 利用
大気汚染公害に強いことから、都市部を中心に公園緑化樹などに利用される。よく目にする生け垣の利用は、国産の近縁種ネズミモチが殆どである。
漢名を女貞といい、果実を干したものは女貞子（じょていし）と称する生薬で、ネズミモチ同様に強壮剤にする。
近年、鳥に依る糞の被害も拡大し、問題視されている。急速に日本各地に広がりだしているため、侵略的外来樹木としても注意が必要である（要注意外来生物）。